# Francisca Benabent Fuentes
Francisca Benabent Fuentes (Callosa de Segura, 13 de febrer de 1942) és una política valenciana, germana de Manuel Benavent Fuentes diputada a les Corts Valencianes en la III i IV Legislatures.

## Biografia
Estudià dret però no va acabar la carrera. Militant de la Unió General de Treballadors, formà part del comitè d'empresa de Telefónica, on treballava com a assistent tècnica sanitària. Alhora va militar al PSPV-PSOE, partit en què fou responsable de Sanitat i Participació de la Dona en la secció alacantina. També ha estat professora col·laboradora a l'Escola Universitària d'Infermeria d'Alacant i assessora jurídica d'UGT en transports i telecomunicacions.
Fou escollida diputada a les eleccions a les Corts Valencianes de 1991 i 1995. Ha estat vicepresidenta de la Comissió de Coordinació, Organització i Règim de les Institucions de la Generalitat (1991-1995) i secretària de la Comissió de Política Social i Ocupació (1995-1999)
A les eleccions municipals espanyoles de 1999 va ser escollida regidora de l'Ajuntament d'Alacant. Tanmateix, en juny de 2002 fou despullada de les seves competències per trencament de la disciplina de vot en absentar-se de la votació sobre les antenes de telefonia mòbil. Finalment, en setembre de 2002 el Comitè d'Ètica del PSOE va decidir expulsar-la del partit, juntament amb la també regidora alacantina María Elena Contreras, per haver signat tres anys abans un contracte privat per repartir-se el sou de la dedicació exclusiva que li corresponia a una d'elles.